# Philippe Laubreaux
Pour les articles homonymes, voir Laubreaux.
Philippe Laubreaux, né le 1er juillet 1941 à Neuilly-sur-Seine et mort le 1er janvier 2013 à Domont, est un journaliste français.
Il a été secrétaire général du Syndicat des journalistes français CFDT puis secrétaire général du Syndicat national de l'écrit CFDT (SNE-CFDT).

## Biographie
Né le 1er juillet 1941 à Neuilly-sur-Seine, il est le fils d'Alain Laubreaux (1899-1968), journaliste et écrivain.
Philippe Laubreaux a exercé sa profession d'abord à Politique hebdo, magazine hebdomadaire généraliste de gauche, fondé par Paul Noirot, jusqu'à sa disparition en 1978. Il fut ensuite rédacteur à l'Agence centrale de presse (ACP), une agence de presse créée par les quotidiens Le Provençal et Nord Matin. Il y travailla jusqu'en 1990, année de son rachat par Robert Maxwell puis sa fermeture, avant laquelle il se mobilise à la tête de l'intersyndicale CFDT-FO pour tenter de trouver des projets sérieux de reprise de l'entreprise. Il a par ailleurs été militant parisien de l'UGS et du PSU, aux côtés de Jacqueline Giraud.